# Pathé News
Pathé News va ser una productora de newsreels i documentals entre el 1910 a 1970 al Regne Unit. Charles Pathé, el seu fundador, va ser un cineasta francès, cineasta pioner en l'era del cinema mut. L'arxiu de Pathé News és actualment conegut com a British Pathé i conté nombroses col·leccions de notícies i pel·lícules digitalitzades i disponible en línia.

## Història
Les seves arrels es remunten al París, França de 1896, any de fundació de la Société Pathé Frères pel cineasta francès Charles Pathé i els seus germans, també importants pel desenvolupament de la imatge en moviment. En la recerca d'una marca emblemàtica, Charles Pathé va adoptar la figura del gall, l'emblema nacional de França. Després de l'empresa, anomenada Compagnie Générale des Éstablissements Pathé Frère Phonographes & Cinématographes, va inventar el noticier Pathé-Journal, i començà la seva emissió el 1908. El 1910 va obrir un altre noticier al Carrer Wardour de Londres.
Els noticiers eren mostrats al cinema en forma muda fins al 1928. Al principi comptaven amb una duració de 4 minuts, aproximadament, i s'emetien cada 15 dies. Als inicis del mitjà, les imatges que s'obtenien eren de caràcter estàtic però amb els noticiaris Pathé es varen captar diversos esdeveniments com el salt que Franz Reichelt va fer des de la Torre Eiffel en paracaigudes i la lesió que va patir la sufragista Emily Davison en una cursa de cavalls el 1913 a Epsom Derby.
Durant la Primera Guerra Mundial, aquests noticiaris eren conegut com a Pathé Animated Gazettes, i per primer cop van fer-li la competència als diaris. Després 1918, britànic Pathé va començar produir una sèrie de cinemazines, en els quals el material audiovisual era més llarg i comprensible. Al voltant de 1930, el British Pathé es cobria de notícies, entreteniment, esports, cultura i afers femenins a través dels programes Pathétone Setmanalment, Pathé Pictòric, la Gaseta o la revisió de Pel·lícula d'Eve .
El 1927, la companyia va vendre Brtish Pathé (i les emissions tant fílmiques com noticiaris) a la companyia i distribuidora First National Pictures. La Pathé News francesa va continuar fins al 1980, i l'arxiu va formar part a les col·leccions del Gaumont-Pathé).
El 1933 Pathé va canviar mans un altre cop i va ser adquirit pel British International Pictures, que més tard passà a anomenar-se Associated British Picture Corporation. El1958, va ser un altre cop venuda a Warner Bros i esdevingué Warner-Pathé. El febrer de 1970, Pathé va deixar de produir els noticiaris televisius, ja que havien deixat de competir amb la televisió. Durant el període d'activitat dels noticiaris, els narradors van ser Bob Danvers-Walker, Dwight Weist, Dan Donaldson, André Baruch i Clem McCarthy, entre d'altres.

## Digitalització
L'arxiu va ser venut juntament amb Associated British Picture a EMI Films i després a d'altres, entre ells The Cannon Group (que va separar les dues funcions de pel·lícula i noticiaris) i el Daily Mail and General Trust. La funció d'emissió cinematogràfica de pel·lícula ara forma part de StudioCanal i ha deixat denllaçar-se amb Pathé, (l'empresa francesa i pare original de britànic Pathé). L'any 2002, l'arxiu sencer es va digitalitzar gràcies al finançament de la Loteria Nacional de Regne Unit (National Lottery). A dia d'avui, l'arxiu de British Pathé compta amb 3.500 hores d'història filmada, 90.000 elements i 12 milions d'imatges. El 7 de febrer de 2009, British Pathé va obrir un canal de YouTube pel mostratge del seu arxiu noticiari.
Des de març de 2010 que l'arxiu de British Pathé ha estat rellençat com una plataforma d'entreteniment en línia, fent que Pathé News fos un servei tant públic, com dedicada a la indústria televisiva. El maig de 2010, el diari britànic, The Guardian va tenir accés a l'arxiu i va habilitar contingut de l'arxiu (com ara vídeos tòpics) a la seva pàgina web. Dos anys després, el British Pathé va guanyar el Premi Internacional FOCAL al millor arxiu multimèdia de l'any (Footage Library of the Year). L'abril de 2014, British Pathé va penjar la col·lecció sencera, conformada per 85.000 gravacions històriques, al seu canal de YouTube i així fer l'arxiu més accessible tot el món.
L'arxiu porta afegint-hi material de la col·lecció històrica de Reuters des del 2020. Afegint-hi, també, que comparteix part del seu contingut històric amb l'arxiu de l'institut irlandès Irish Film Institute degut a què històricament els noticiaris del British Pathé cobrien tots els events tant del Regne Unit com d'Irlanda. Aquests arxius multimèdia es troben com "The Irish Independence Film Collection" (col·lecció audiovisual de la independència irlandesa). Això també ha potenciat una catalogació més precisa de localitzacions, persones i context històric que s'hagués pogut aconseguir amb la informació històrica proveïda del Regne Unit.

## Ús televisiu
El British Pathé ha produït un número de programes, sèries, i també noticiaris, com Pathé Eve i Astra Gazzete. L'any 2010, la BBC Four ve reversionar una serie pròpia (Pathé) produïda durant la dècada de 1950 titulada Time To Remember (Temps per Recordar). Aquesta sèrie va ser narrada per l'actor Stanley Holloway i retransmesa en format de 12 parts. La BBC News segueix utilitzant algunes parts en la transmissió de diversos esdeveniments, com el Windrush, i la Segona Guerra Mundial.

## Canvis de nom
British Pathé ha estat sabut sota els noms següents:
- C.G.P.C. (1910–1927)
- Primer Nacional-Pathé (1927–1933)
- Associat britànic-Pathé/RKO-Pathé (1933–1958)
- Warner-Pathé (1958–1969)
- Britànic Pathé Notícia (1990–1995)
- Britànic Pathé (des de 1995)

## Noticiari Pathé Americà
Les empreses del noticiari del British Pathé i de l'American Pathé es van separar l'any 1921 degut a que l'empresa americana va ser venuda. El 1947, els actius fílmics de la copanyia successora de Pathé News, Inc. van ser comprats per Warner Bros de part de RKO Radio Pictures, que els havia adquirit el 1931. Warner Bros, va continuar amb la producció de noticiaris teatrals de Pathé News, tal com va fer RKO Radio Pictures.
Durant el període de transició de RKO-Pathé News a Warner-Pathé News, la Warner Bros va produir una serie de 38 noticiaris de curta duració i 81 números de la revista News Magazine of the Screen. Tota aquesta producció va ser afegida a l'extensa col·lecció de la biblioteca Pathé News. L'editor-productor Robert Youngson va ser un dels principals compromesos en aquesta producció i va guanyar dos Premis de l'Acadèmia.
El 1956, Warner Bros. va interrompre la producció dels noticiaris teatras i va vendre tota biblioteca de la Pathé News, incloses les 38 produccions noticiàries, la revista Pathé News Magazine of the Screen, la marca del gall, tots els drets reservats i altres propietats a Studio Films, Inc. (Posteriorment Pathé Pictures, Inc.). Aleshores, els nous propietaris Barnett Glassman, Samuel A. Costello and Joseph P. Smith van adquirir la propietat canviant el seu nom a Pathé News, Inc.
El 50% dels interessos de la biblioteca de Pathé News va ser venuda a Sherman Grinberg el 1958. Per això, la biblioteca Sherman Grinberg Film Library va autoritzar a la biblioteca Pathé News els drets de màrquting. Pathé News, Inc va retenir exclusivament l'únic dret de vendre la biblioteca. La sèrie de 38 noticiaris teatrals curts i 81 números de la les revistes News Magazine of the Screen, Milestones of the Century, the Men of Destiny series, Showtime at the Apollo, així com altres títols, són venuts a Historic Films Archive, LLC.
Fites del Segle, els Homes de Destiny sèrie, Showtime a l'Apollo, així com molts altres títols són marketed per Historic Pel·lícules Archive, LLC.
El2 016, els fills de Joseph P. Smith, va adquirir el 100% de l'estoc. A dia d'avui, Pathé News, Inc. és l'empresa privada d'una família.
Altres noticiaris dels Estats Units són el Paramount News (1927–1957), la Fox Movietone News (1928–1963), elHearst Metrotone News/News of the Day (1914–1967), laUniversal Newsreel (1929–1967) i The March of Time (1935–1951).